# Dimorphodontidae
Dimorphodontidae jsou vyhynulou skupinou druhohorních pterosaurů mimo klad Novialoidea, aktivně létajících plazů ze skupiny Rhamphorhynchoidea.

## Popis
Tito létající plazi žili na severní polokouli, v Severní Americe a Evropě. Dosahovali jen menších rozměrů, obvykle jejich rozpětí křídel nepřesahovalo 1,5 metru. Objevili se v pozdním triasu a vyhynuli pravděpodobně ve spodní až střední juře. Jejich nejnápadnějším znakem byla mohutná lebka, která byla na pterosaurovo tělo opravdu velká, ale zároveň byla i dosti lehká. Pravděpodobně se živili rybami, drobnými suchozemskými obratlovci a hmyzem.